# Abderrahmane Baddou
Pour les articles homonymes, voir Baddou.
Abderrahmane Baddou a été secrétaire d’État aux Affaires étrangères du Maroc dans le gouvernement Ahmed Osman et dans le gouvernement Bouabid I. Il est le père de Yasmina Baddou, elle-même ministre dans plusieurs gouvernements, ainsi que l'oncle paternel d'Ali Baddou, animateur sur Canal+ en France.
Il est ambassadeur du Maroc en Arabie saoudite de 1968 à 1971 puis de 1972 à 1976.